# Briba (género)
Briba é um género de répteis escamados da família Gekkonidae. Este género é monotípico, ou seja, contém apenas uma espécie: Briba brasiliana, originária do Brasil. É noturna e arborícola.
Em 2006, um estudo com ADN mitocondrial de várias espécies de lagartixas descobriu que o gênero Briba é o mesmo que Hemidactylus. Os autores sugeriram que Briba brasiliana passara a chamar-se Hemidactylus brasilianus.